# Cantonul Sedan-Est
Cantonul Sedan-Est este un canton din arondismentul Sedan, departamentul Ardennes, regiunea Champagne-Ardenne, Franța.

## Comune
- Balan
- Bazeilles
- Daigny
- Escombres-et-le-Chesnois
- Francheval
- La Moncelle
- Pouru-aux-Bois
- Pouru-Saint-Remy
- Rubécourt-et-Lamécourt
- Sedan (parțial, reședință)
- Villers-Cernay